# Système complexe
Pour diverses théorie de la complexité, voir Théorie de la complexité (page d'homonymie).

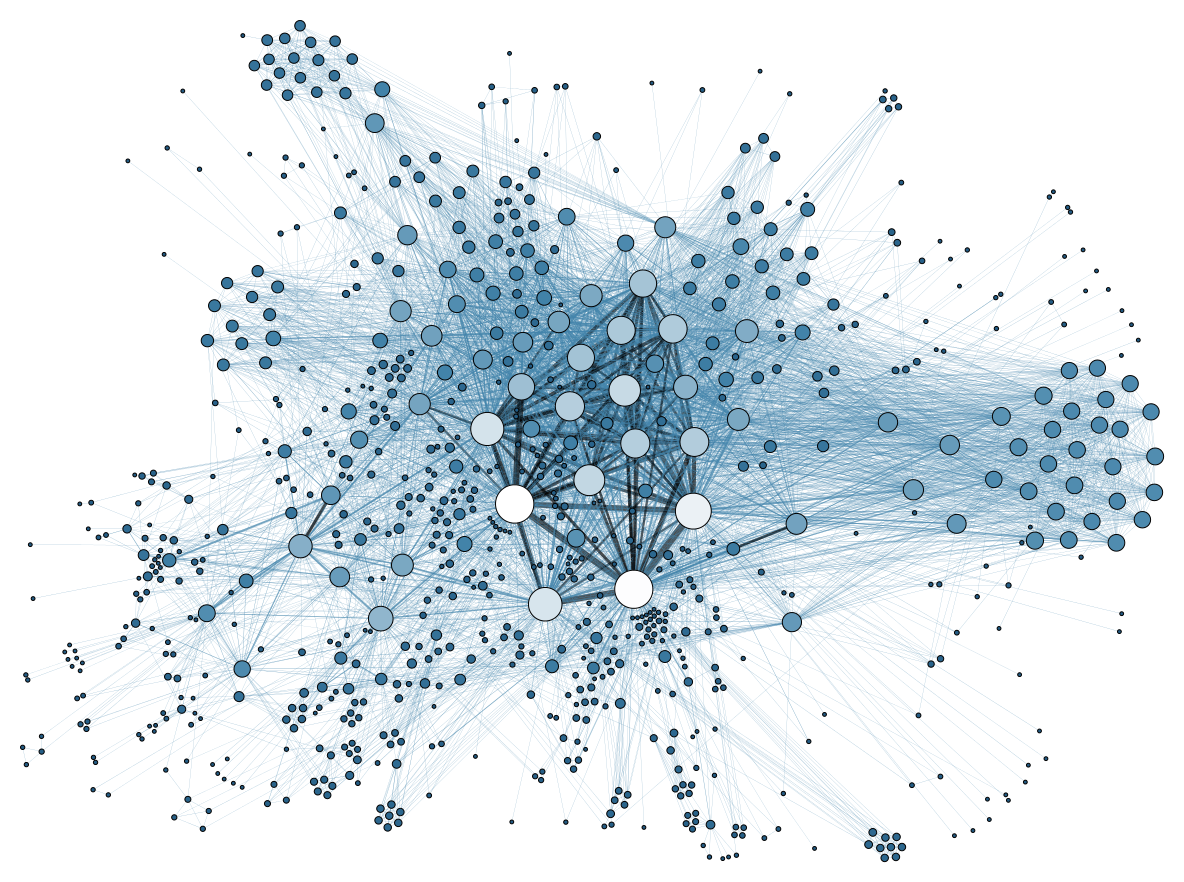
Visualisation sous forme de graphe d'un réseau social illustrant un système complexe.

Un système complexe est un ensemble constitué d'un grand nombre d'entités en interaction dont l'intégration permet d'achever un but commun. Les systèmes complexes sont caractérisés par des propriétés émergentes qui n'existent qu'au niveau du système et ne peuvent pas être observées au niveau de ses constituants. 
Dans certains cas, un observateur ne peut pas prévoir les rétroactions ou les comportements ou évolutions des systèmes complexes par le calcul, ce qui amène à les étudier à l'aide de la théorie du chaos.

## Présentation
Une réaction chimique, comme la dissolution d'un grain de sucre dans du café, est simple car on connaît à l'avance le résultat : quelques équations permettent non seulement de décrire les processus d’évolution, mais les états futurs ou final du système. Il n'est pas nécessaire d'assister au phénomène concret ou de réaliser une expérience pour savoir ce qui va se produire et ce qui va en résulter. Au contraire, les cellules nerveuses du cerveau, une colonie de fourmis ou les agents qui peuplent un marché économique, par exemple, sont autant de systèmes complexes car le seul moyen de connaître l'évolution du système est de faire l'expérience, éventuellement sur un modèle réduit.
Lorsque l'on veut modéliser un système, on conçoit des règles d'évolution, puis l'on simule le système en itérant ces règles jusqu'à obtenir un résultat structuré. Un système est dit complexe si le résultat final n'est pas prédictible directement en connaissant les règles qui disent comment le système change.
Du fait de la diversité des systèmes complexes, leur étude est interdisciplinaire. Deux approches complémentaires sont utilisées : certaines disciplines étudient les systèmes complexes dans un domaine particulier, d'autres cherchent des méthodes, schémas et principes généraux applicables à de nombreux types de systèmes différents.
Les systèmes complexes sont un contre-exemple au réductionnisme, à la réduction analytique : malgré une connaissance parfaite des composants élémentaires d'un système, voire de leurs interactions, il n'est pas possible même en théorie de prévoir son comportement autrement que par l'expérience ou la simulation. Cet écueil ne vient pas nécessairement des limites du calcul : il est au contraire lié à la nature même des systèmes complexes.
Cela se traduit au niveau mathématique par l'impossibilité de modéliser le système par des équations prédictives solvables. Ce qui est primordial est non pas tant le nombre de facteurs ou dimensions (paramètres, variables), mais le fait que chacun d'entre eux influence indirectement les autres, qui eux-mêmes l'influencent en retour, faisant du comportement du système une globalité irréductible. Pour prévoir ce comportement, il est nécessaire de tous les prendre en compte, ce qui revient à effectuer une simulation du système étudié.
Étymologiquement, « compliqué » (du latin cum plicare, « plier ensemble ») signifie qu'il faut du temps et du talent pour comprendre l'objet d'étude, « complexe » (du latin cum plexus, « tissé ensemble ») signifie qu'il y a beaucoup d'intrications, que « tout est lié » ; que l'on ne peut étudier une petite partie du système de façon isolée et encore moins inférer l'ensemble à partir des composants. Les systèmes complexes sont généralement compliqués, mais le contraire n'est pas vrai i.e. que les systèmes compliqués ne sont pas généralement complexes[réf. nécessaire].

## Définition
Les systèmes complexes sont définis, selon les cas et selon les auteurs, par leur structure, par l'existence d'interactions non linéaires, par l'émergence de niveaux d'organisation différents, ou par leurs comportements collectifs non triviaux (multistationnarité, chaos, bifurcations, auto-organisation, émergence, boucles de rétroaction). Certains, partant du grand nombre d'entités, insistent sur la structure, l'hétérogénéité et la présence de niveaux d'organisation, aux propriétés émergentes. D'autres insistent au contraire sur la non-linéarité et la dynamique. Cette multiplicité des définitions a des causes objectives liées à l'hétérogénéité des objets regroupés sous le terme de systèmes complexes, qui vont de système naturels, (des molécules aux sociétés humaines), jusqu'aux systèmes artificiels comme le web. Cela correspond obligatoirement à une multiplicité de points de vue, qui se recoupent tous partiellement, bien sûr, mais où l'accent n'est pas mis sur les mêmes propriétés. Ces différences sont aussi liées à des critères idéologiques ou philosophiques, particulièrement importants dans ces domaines.
Un système est un ensemble cohérent de composants en interaction.
Un système complexe est un système composé d'un grand nombre d'entités en interaction locale et simultanée. On exige le plus souvent que le système présente de plus les caractéristiques suivantes (ce qui montre qu'il n'existe pas de définition formelle largement acceptée de ce qu'est un système complexe) :
- le graphe d'interaction est non trivial : ce n'est pas simplement tout le monde qui interagit avec tout le monde (il y a au moins des liens privilégiés) ;
- les interactions sont locales, de même que la plupart des informations, il y a peu d'organisation centrale ;
- il y a des boucles de rétroaction (en anglais feedback) : l'état d'une entité a une influence sur son état futur via l'état d'autres entités ;
- la causalité circulaire est à l’œuvre.

On constate le plus souvent que le système complexe présente la majorité des caractéristiques suivantes :
- les interactions des composants entre eux forment des « groupes » de composants fortement liés, chaque « groupe » étant en interaction avec les autres, ce qui permet de modéliser le système complexe par niveaux : chaque composant interagit « localement » avec un nombre limité de composants ;
- les boucles de rétro-action, aussi appelées interactions réflexives, (c'est-à-dire le fait qu'un composant interagisse avec lui-même, soit directement, soit indirectement à travers la chaîne d'interactions avec les autres composants) sont une des raisons de la non-linéarité du comportement du système : « emballement », « relaxation » ou « oscillation autour du point fixe » dans le cas « simple » de l'interaction réflexive d'un composant ; comportement difficilement prédictible dans les cas réels d'interactions entre de nombreuses entités ;
- les composants peuvent être eux-mêmes des systèmes complexes (« niveaux ») : une société peut être vue comme un système composé d'individus en interaction, chaque individu peut être vu comme un système composé d'organes en interaction, chaque organe… ;
- le système agit sur son environnement; on dit que le système est ouvert; dans le système « entrent » de la matière, de l'énergie ou des informations, du système « sortent » de la matière, de l'énergie ou des informations. La frontière du système est définie par rapport à l'environnement, la forme, c'est-à-dire ce qui permet de distinguer le système du « fond », est variable (dans le temps et dans l'espace) car le système se transforme en agissant. Cette frontière peut être floue (par exemple, en considérant le système complexe un « humain », à partir de quel instant la nourriture ou l'air absorbés font-ils partie du corps ?).

## Exemples
- Une colonie de fourmis échange des phéromones et bâtit une fourmilière, mais aucune fourmi n'a conscience de la fourmilière.
- Un réseau de gènes interagit par activations et inhibitions, un ensemble de gènes activés définit un tissu : les gènes activés et inhibés ne sont pas les mêmes dans les cellules de la peau ou dans celles d'un muscle.
- La dynamique d'une cellule est constituée de protéines en réactions chimiques, son évolution permet une adaptation au milieu.
- Le cerveau est un ensemble de neurones qui se transmettent des impulsions électriques et chimiques.
- La bourse voit des courtiers effectuer des transactions, qui créent des phénomènes globaux tels que bulles ou krachs.
- Un tas de sable provoque des collisions entre les grains qui font naître des avalanches.
- Une entreprise est un ensemble de personnes et d'organisations qui interagissent entre elles, et qui interagit par ailleurs avec son environnement par l'intermédiaire de ses parties prenantes.
- Wikipédia peut être assimilé à un système complexe social où les utilisateurs sont en interactions[2],[3]

Citons encore un vol d'étourneaux ou un troupeau de moutons, la propagation d'une épidémie, d'une rumeur ou du bouche-à-oreille sur un nouveau produit, des robots modulaires, des réseaux de criminalité, le développement d'un embryon.
Donnons enfin quelques systèmes complexes artificiels : un réseau pair à pair, un réseau ad-hoc, des mécanismes de cryptographie partagées ou de robustesse aux attaques, un système multi-agents.
L'un des exemples les mieux formalisés est celui d'un automate cellulaire.

## Comportement
Un système complexe présente la plupart des comportements suivants. Ce qui permet réciproquement de définir ce qu'est un système complexe : c'est un système présentant un grand nombre des comportements suivants. Il est inhabituel de définir une classe d'objets à étudier à partir de leur comportement plutôt qu'à partir de leur constitution.
- auto-organisation et émergence de propriétés ou de structures cohérentes, apparition de motifs (c'est une forme mineure de connaissance car ce n'est pas totalement prédictif comme l'est une loi). Cette caractéristique est souvent exigée pour qualifier un système de complexe.
- robustesse locale et fragilité (ou contrôlabilité) à moyenne échelle : puisqu'il y a de nombreux liens (éventuellement créés ou remaniés par le système lui-même), si un élément est affecté par un événement extérieur ses voisins le seront aussi. Il s'ensuit que le système est souvent plus robuste à une petite perturbation locale qu'il ne le serait sans les liens. Mais du même coup, modifier globalement le système (et donc potentiellement le contrôler) peut être fait grâce à une perturbation moins grande que dans le système sans liens. Bien cibler cette perturbation est cependant très difficile. Les virus (issus d'une longue sélection naturelle) sont un bon exemple : avec une dizaine de gènes, un virus est capable de modifier profondément (jusqu'à la mort…) un organisme de plusieurs dizaines de milliers de gènes, et ce en ne s'attaquant au départ qu'à une minorité de cellules.
- Symétrie brisée : la connaissance d'une partie du système ne permet pas d'affirmer que le reste du système est en moyenne dans le même état
- plusieurs comportements possibles sont en compétition, certains sont simples, d'autres chaotiques. Le système est souvent à la frontière entre les deux et alterne ces deux types de comportement ;
- plusieurs échelles temporelles et spatiales apparaissent, il y a ainsi une hiérarchie de structures.

## Applications
Chaque fois que l'on étudie un système complexe particulier, par exemple les populations et localisations de différentes espèces de poisson dans une zone de pêche, la méthodologie des systèmes complexes donne des angles d'attaque sur ce système. La complexité en halieutique nécessite le recours à plusieurs disciplines dans la gestion de la ressource dont l'écologie, l'économie, la socio-économie. L'articulation des disciplines est concrétisée par un modèle pluridisciplinaire de dynamique conjointe.
Sur cet exemple, la coparticipation de plusieurs disciplines dans l'élaboration d'une politique de pêche permettra d'établir des compromis acceptables pour concilier la durabilité de la ressource, la productivité économique de la pêche, l'intérêt sociétal de la pêche artisanale et de certaines zones côtières, la compétitivité des pays sur le marché international. L'étude d'un système complexe ne peut se faire qu'avec la participation des disciplines impliquées.
On découvre régulièrement de nouveaux systèmes complexes naturels grâce à l'affinement des moyens d'investigation, mais cette science espère aussi aider à la compréhension globale de systèmes artificiels. Si l'on considère, comme objectifs successifs de la science face à un système, « comprendre, prédire, contrôler, concevoir », on peut aussi étudier des systèmes complexes artificiels, intégrer les concepts issus de cette approche dans la conception de nouveaux systèmes. En particulier dans des environnements difficiles, comme en présence de bruit ou lorsque quelques entités ont un comportement anormal, les idées issues des systèmes complexes peuvent aider à renforcer la robustesse des systèmes construits. Elles servent également à produire des modèles évolutifs ou adaptatifs, voire qui s'auto organisent.
Certains systèmes sont bien trop complexes pour que l'on puisse établir des résultats généraux, ou bien font intervenir d'autres mécanismes que ceux auxquels s'intéresse l'étude des systèmes complexes. Ils montrent néanmoins la richesse de cette approche, qui peut apporter des réponses partielles ou suggérer des angles d'étude même sur ces systèmes. Il en est ainsi des interactions de "conséquences-traces" entre les "corps-traces" des humains et l'environnement/milieu qui rétroagissent dans une dynamique systémique depuis l'origine de l'humanité.  Cette terminologie associée au paradigme de  l'ichnologie générale de l'anthropologue française Béatrice Galinon-Mélénec. Ce paradigme qui propose un angle d'approche de  la co-évolution de l'humain (dit « Ichnosanthropos » ou « Homme-trace ») et de l'environnement/milieu à partir d'interactions de traces multi-échelles trouve de nombreuses illustrations dans l'histoire des hominidés. Néanmoins, il implique des systèmes multiples tellement complexes qu'il ne peut aboutir à des prévisions relatives à l'évolution de l'humanité.
Cette science recourt naturellement à de nombreuses simulations et peut donc donner des recommandations sur leur conduite. Certains affirment qu'un recours à une analyse numérique poussée permettrait de résoudre la plupart des systèmes complexes. L'expérience montre que ce n'est guère le cas (même si les simulations reproduisent certains comportements), car les lois restent inconnues. Il reste donc des concepts à identifier, c'est une science jeune.